# Ferdinand Gregori
Ferdinand Gregori (13 de abril de 1870 - 12 de diciembre de 1928) fue un actor, escritor y profesor de teatro de nacionalidad alemana.

## Biografía

### Carrera teatral
Nacido en Leipzig, Alemania, era hijo de un propietario de imprenta. Cursó estudios de ciencias naturales y medicina durante varios meses, antes de dedicarse a la actuación a partir de 1891. Su debut como actor tuvo lugar en el Stadttheater de Magdeburgo. En 1895 fue llevado por Otto Brahm al Deutsches Theater de Berlín, trabajando en lugares como Lübeck y Barmen antes del inicio de su servicio militar de un año.
Entre 1898 y 1901 estuvo ocupado en la Teatro Schiller de Berlín. En marzo de 1901 Paul Schlenther lo llevó al Burgtheater de Viena, centro en el que trabajó hasta 1910. En ese tiempo, Gregori fue nombrado actor de la corte y director de la Universidad de Música y Arte Dramático de Viena. En el año 1910 aceptó ser director artístico del Teatro Nacional de Mannheim
Al comienzo de la Primera Guerra Mundial, y desde 1914 a 1916, Gregori fue reclutado, trabajando como oficial e instructor de reclutas en Dresde, regresando posteriormente a Berlín. Max Reinhardt lo había llevado al Deutsche Theater en calidad de actor, director y profesor. Sin embargo, Gregori se centró en su trabajo como profesor, dedicándose también intensamente a su vocación literaria, siendo raramente visto como actor.
El repertorio de Gregori incluía a obras clásicas en las cuales interpretó a los personajes principales, aunque también hizo papeles de reparto. Fue Hamlet, Karl Moor en Los bandidos, Guillermo Tell, Rudolf von Habsburg, Nathan el Sabio, el Marqués de Posa en Don Carlos, y Mefistófeles en Fausto, encarnando también al personaje titular en esta última obra. Ese papel fue el mayor éxito de Gregori, siendo muy alabado por la crítica en el año 1900.

## Trabajo como profesor teatral y escritor
En sus años en el Burgtheater de Viena, Gregori se dedicó a la enseñanza teatral. Entre sus discípulos de mayor fama se encontraban intérpretes como Maria Fein, Fritz Kortner, Maria Orska y Ellen Richter. 
Tras el final de la Primera Guerra Mundial, Gregori – aunque continuó actuando en el Deutsche Theater y fue parte de su junta directiva – se dedicó casi en exclusiva a la actividad educativas. Dio clases en la Academia de Arte Dramático Ernst Busch, en Berlín, y pronto recibió una cátedra en el Instituto Theaterwissenschaftliches. Sus alumnos de mayor fama en ese período fueron Kurt Horwitz, Gerhard Just, Walter Richter y Eduard Wandrey. 
Gregori, que también hizo algunos papeles cinematográficos en los años posteriores a la guerra, desde la década de 1890 hizo varios escritos sobre arte dramático. Igualmente escribió sobre poesía lírica alemana en revistas especializadas. 
Ferdinand Gregori falleció en 1928 en Berlín, Alemania.

## Filmografía
- 1919 : Die Frau im Käfig
- 1921 : Verlogene Moral
- 1922 : Herzog Ferrantes Ende

## Obra literaria
- 1894: Shakespeares Hamlet im Lichte einer neuen Darstellung
- 1899: Das Schaffen des Schauspieler
- 1902: Bernhard Baumeister
- 1903: Schauspieler-Sehnsucht
- 1904: Josef Kainz
- 1905: An goldenen Tischen
- 1909: Michelangelo
- 1913: Maskenkünste
- 1913: Selbstverständliches und Nachdenkliches aus einer Theaterleitung
- 1919: Der Schauspieler
- 1923: Droste-Hülshoff
- 1924: Deutsche Bühnenkunst